# Мері Таунлі
Ме́рі Та́унлі, уроджена Го́слінг (англ. Mary Townley; 1753—1839) — англійська архітекторка, за проєктами якої було побудовано низку будівель у Рамсгейті наприкінці XVIII століття. Найпомітнішим її проєктом став Таунлі Хаус.

## Життєпис
У 1770-х роках Мері вийшла заміж за Джеймса Таунлі. Пара мала у власності невеликий порт в Рамсгейті на схід від Кенту.
Прибуток від бізнесу Таунлі вкладав в будівлі, спроектовані його дружиною. Серед будівель в які вкладалися кошти слід виділити:
- казарми, що згодом були перетворені на будинки;
- Альбіон-Плейс в центрі Рамсгейту;
- Таунлі Хаус (1792).

У розповіді родича та наставника Мері Таунлі, художника Джошуа Рейнольдса, наголошується на чутті Мері Таунлі та її унікальному архітектурному дизайні, що робить її будівлі неповторними перлинами серед робіт архітекторів того часу.
Мері Таунлі також була досить відомою через активне світське життя. Вона часть влаштовувала бали у Таунлі Хаус.
Серед її гостей у 1820-х роках був король Вільгельм IV . Герцогиня Кентська з дочкою принцесою Вікторією, згодом королевою Вікторією, гостювали у Таунлі Хаус кілька місяців.
Мері Таунлі мала вісім дітей, але після смерті старшого та молодшого синів у 1808 та 1810 роках вона перестала вести світське життя і звернулася до релігії. Внаслідок побожних християнських нахилів двох інших її синів вечори були присвячені читанню Біблії.
Після смерті чоловіка Мері стала активною прихожанкою місцевої церкви, якою була до самої смерті 19 березня 1839 року.

## Доробок
Також вона вводила інновації в будівництво, зокрема 1810 році нею запатентована система для покращення роботи димарів, а саме оптимізації викидів.  
П'ять її робіт входять до національної спадщини:
- Королівська дорога, Рамсгейт (1814)
- Парагон, Рамсгейт (1816)
- 1-5 Chatham Place, Рамсгейт (1780)
- Площа Спенсера, Рамсгейт (1802)
- Тоунлі Хаус, Рамсгейт (1792)[5].

Таунлі Хаус з 1840 по 1917 рік Таунлі Хаус був школою-інтернатом для дівчат. Після Першої світової війни він був перебудований і поділений на 5 квартир, а перед Другою світовою війною його назву змінили на садиби Таунлі. Нещодавно будівля була повністю відновлена.
Виконана за її проєктом гробниця в церкві Святого Лаврентія є історичною спадщиною.

## Галерея

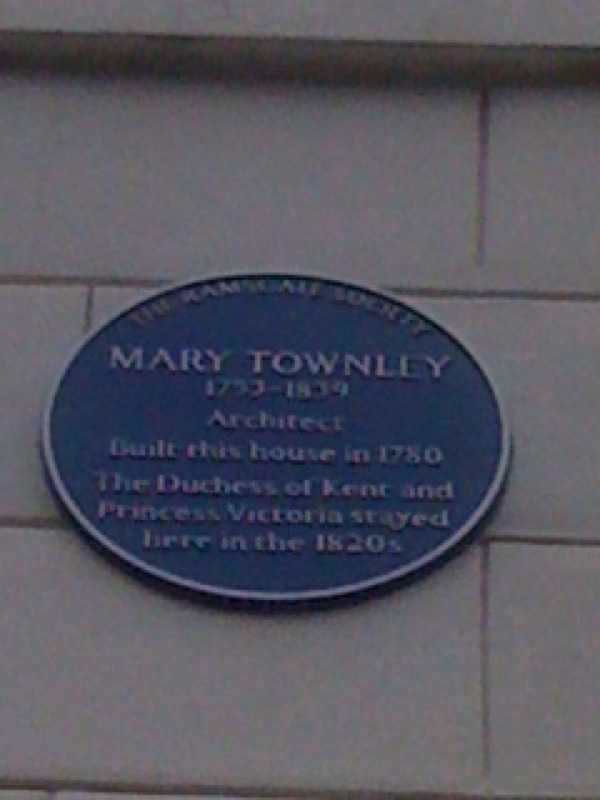
Дошка із зазначенням Мері Таунлі як архітектора будівлі
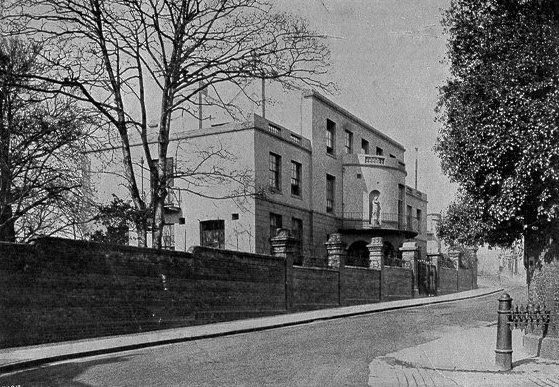
Таунлі М. Таунлі Хаус, Рамсгейт
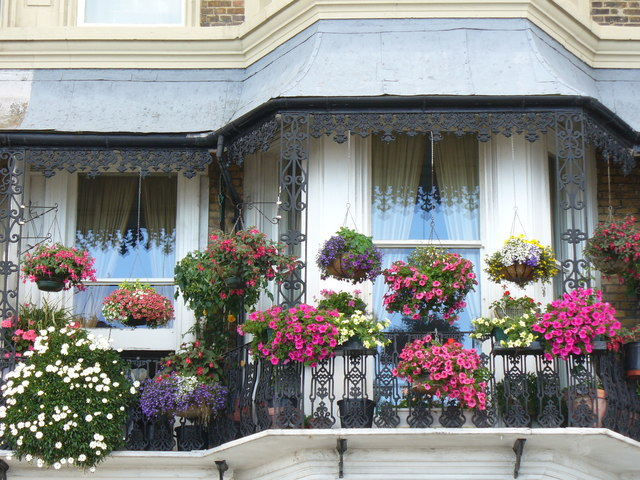
Парагон, Рамсгейт
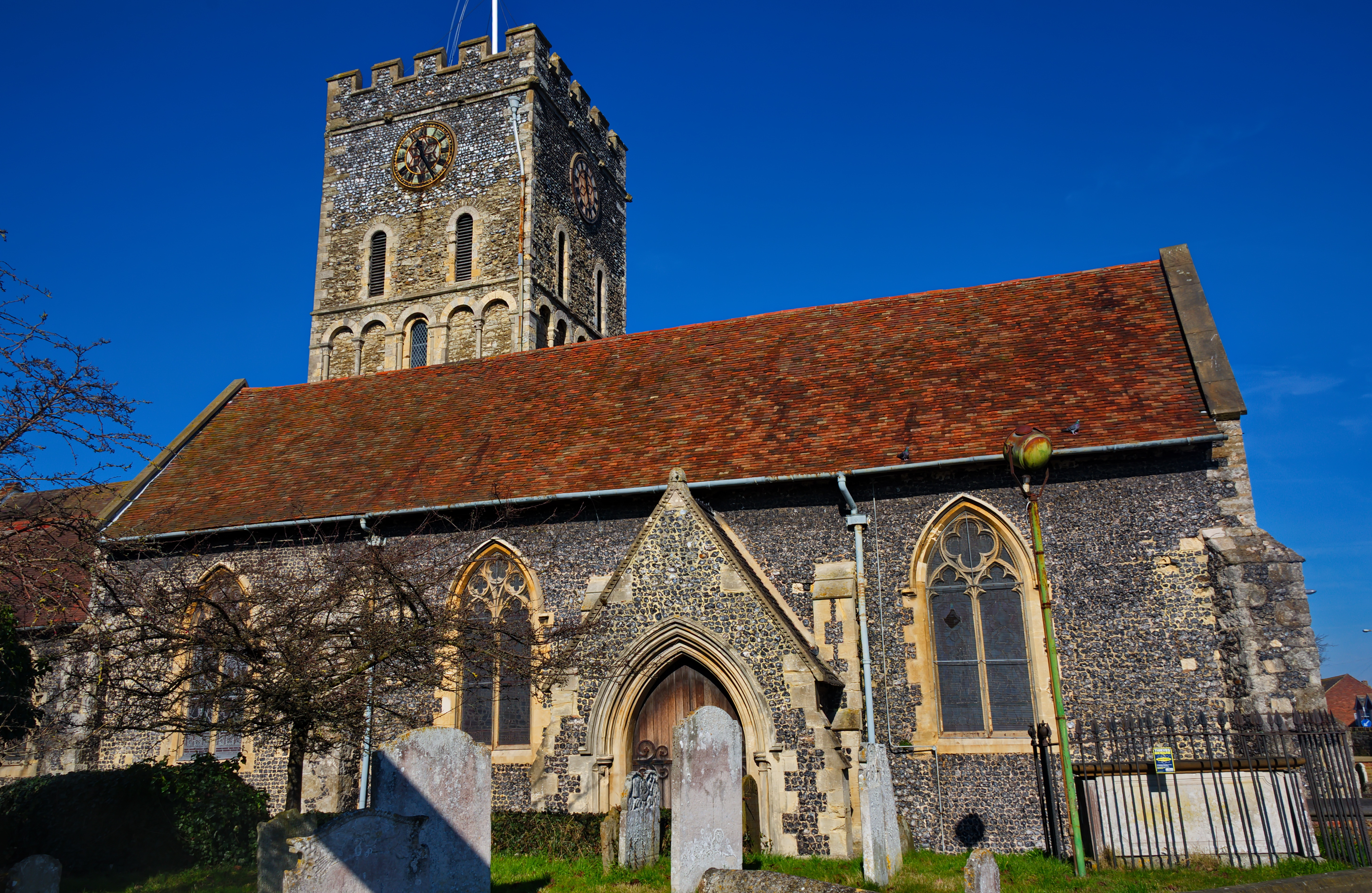
Церква Святого Лаврентія